# 陈延镛
陈延镛（1932年—），男，山东济南人，中国药物化学家，曾任中国医学科学院药物研究所研究员、博士生导师。